# Ida Russka
Ida Russka (* 5. Dezember 1890 in Budapest, Österreich-Ungarn; † 13. Dezember 1983 in Baden (Niederösterreich)) war eine österreichische Schauspielerin und Sängerin mit einigen Ausflügen zur Bühnenregie.

## Leben und Wirken

### Am Theater
Ihren ersten öffentlichen Auftritt absolvierte Ida Russka als kleines Kind, als sie im Rahmen einer Imker-Ausstellung Kaiser Franz-Joseph I. vorsingen durfte. Im Alter von 14 Jahren brannte sie von daheim durch und schloss sich einer Theatertruppe an. Kurzzeitig holte ihr Vater sie wieder heim, doch Ida Russka kehrte nach nur drei Monaten zur Bühne zurück und spielte in Wien die Hauptrolle in der Posse Das heiße Blut. Im Alter von gerade einmal 15½ Jahren nahm die Nachwuchsmimin schließlich ihr erstes Festengagement an, das sie 1906 nach Znaim führen sollte. Wieder zurück in Wien, reüssierte sie 18-jährig als Partnerin Alexander Girardis am Raimund-Theater in Robert Stolzens Operette Glücksmädel. Nur ein Jahr später erreichte Ida Russka Berlin und war die Kinokönigin im gleichnamigen Lustspiel.
Es folgten weitere Hauptrollen in Lustspielen und Operetten wie Das Weib in Purpur, Die Siegerin, Die Tanzgräfin, Die Tangokönigin und Die Csardasfürstin – letztgenannte auch in einer österreichischen Verfilmung aus dem Jahre 1919. Vor allem Lehar- und Stolz-Operetten wurden mit ihr besetzt. In Die Frau von Format trat Ida Russka nach eigenem Bekunden rund 400-mal an Bühnen in Wien, Berlin, München, Mannheim, Stuttgart und Magdeburg auf. Im Rahmen von Tourneen nach Italien sang sie Die lustige Witwe auf Italienisch und gastierte mit Tosca 1930 an der Mailänder Scala. Weitere Gastspiele führten sie u. a. nach Konstantinopel, Amsterdam und Rom. Zu ihren Paraderollen zählten auch die Carmen, die Madame Sans-Gêne und die Schöne Helena. Nebenbei führte Russka auch Regie und besaß zeitweilig in Stuttgart ihr eigenes Theater. Kurz nach Ende des Zweiten Weltkriegs gastierte sie mit der Antonia aus Jacques Offenbachs Hoffmanns Erzählungen auch in der Schweiz (Zürich).

### Beim Film
Inmitten des Ersten Weltkriegs gab Ida Russka mit der Frau von Fischer in Emil Leydes Inszenierung von Johann Nestroys beliebter Wiener Posse Einen Jux will er sich machen ihren Einstand beim Film. Ab 1920 sah man die Gesangskünstlerin nur noch sporadisch auf der Leinwand, 1929 spielte sie in Hans Otto Löwensteins Komponistenbiografie Franz Lehar – demjenigen Künstler, dem sie in ihrer Karriere viel zu verdanken hatte – mit. Danach blieb die Russka knapp zwei Jahrzehnte dem Zelluloidmedium fern. Erst mit der stark negativ ausgerichteten Rolle der bösartigen Bäuerin Batori in G. W. Pabsts philosemitischem Zeitdrama Der Prozeß kehrte Ida Russka kurz nach dem Zweiten Weltkrieg vor die Kamera zurück. Im Folgejahr (1948) spielte sie die Hauptrolle – eine Operettensängerin a. D. – in dem wenig beachteten Lustspiel Wir haben eben geheiratet, danach wirkte Ida Russka nur noch mit einer Nebenrolle in der Pabst-Produktion Geheimnisvolle Tiefe mit.

## Filmografie
- 1916: Einen Jux will er sich machen
- 1918: Mausi
- 1919: Die Czàrdàsfürstin
- 1919: Madame Blaubart
- 1929: Franz Lehar
- 1947: Der Prozeß
- 1949: Wir haben eben geheiratet
- 1949: Geheimnisvolle Tiefe